# Галицкая (Вологодская область)
Галицкая — деревня в Тотемском районе Вологодской области.
Входит в состав Пятовского сельского поселения, с точки зрения административно-территориального деления — в Пятовский сельсовет.
Расстояние по автодороге до районного центра Тотьмы — 3 км, до центра муниципального образования деревни Пятовская — 2 км.
По переписи 2002 года население — 84 человека (38 мужчин, 46 женщин). Преобладающая национальность — русские (99 %).